# Capital (sociologia)
Capital, na teoria sociológica de Pierre Bourdieu, é um sinônimo de poder. Consiste em ativos econômicos, culturais ou sociais que se reproduzem e promovem mobilidade social numa sociedade estratificada.
Bourdieu elabora uma tipologia com três categorias de capital: capital econômico, capital social e capital cultural. O autor identifica uma quarta forma, denominada capital simbólico, que corresponde a qualquer uma das três formas de capital na medida em que são apresentados no contexto social.

## Capital econômico
Capital econômico corresponde ao comando de recursos econômicos, como dinheiro e posses. Pierre Bourdieu iguala o capital econômico a “trabalho acumulado”. Não corresponde ao sentido estrito de capital nas ciências econômicas.
É o tipo de capital dominante. O capital econômico está na raiz das outras formas de capital, podendo ser transformado nelas a partir de procedimentos adotados pelos agentes sociais.

## Capital social
Capital social remete à rede de obrigações sociais (ou “contatos”) que é convertível em capital econômico e pode chegar a ser institucionalizado na forma de títulos de nobreza.
Este conceito, assim como o de capital econômico, é muito anterior a Bourdieu. Na primeira metade do século XIX, Alexis de Tocqueville fez observações a respeito do estilo de vida na América que pareciam delinear e definir capital social. Um artigo de L. J. Hanifan de 1916 utiliza da expressão capital social para se referir à coesão social e ao investimento pessoal na comunidade.
Para Pierre Bourdieu, o capital social é o agregado de recursos atuais ou potenciais que estão ligados à posse de uma rede de contatos durável de relacionamentos mais ou menos instuticionalizados de familiaridade e reconhecimento – em outras palavras, é o pertencimento a um grupo. A posse de capital social reproduz relacionamentos duradouros e úteis que podem garantir ganhos materiais ou simbólicos.

## Capital cultural
Capital cultural consiste em ativos sociais ligados a uma pessoa, como educação, intelecto, estilo de fala e vestimentas, etc., que são capazes de promover mobilidade social numa sociedade estratificada. É um conceito introduzido por Bourdieu em "Cultural Reproduction and Social Reproduction" (1977). Bourdieu propôs três categorias de capital cultural: incorporado, objetificado e institucionalizado.

### Capital cultural incorporado
É aquele ligado ao “vir a ser”, a tornar-se, por meio de um processo laborioso de inculcação e incorporação, detentor do capital acumulado. É obtido por meio da socialização nos parâmetros de uma determinada educação, cultura e tradição, e não é imediatamente transmissível, mas adquirido ao longo do tempo. Definição muito semelhante a de habitus.

### Capital cultural objetivado
É composto de bens materiais que podem ser transmitidas por ganhos econômicos mas que demonstram, simbolicamente, o ser detentor de capital cultural. É o caso de obras de artes, equipamentos científicos, coleções de livros.

### Capital cultural institucionalizado
É o capital cultural que se expressa por meio da detenção de qualificações acadêmicas, muitas vezes como produto de um processo de seleção institucional.

## Capital simbólico
Capital simbólico consiste em capital, em qualquer das três formas, na medida em que é representado – i.e., apreendido simbolicamente, numa relação de conhecimento ou, mais precisamente, de não-reconhecimento e reconhecimento, pressupõe a intervenção do habitus, como uma capacidade cognitiva constituída.
Enquanto Pierre Bourdieu cunhou explicitamente o conceito, este já começa a ser desenvolvido nas análises a respeito de consumo conspícuo de Thorstein Veblen and Marcel Mauss. O conceito de capital simbólico surge a partir dos estudos de Bourdieu a respeito das teorias de Veblen e Mauss influenciado pela da análise de Max Weber a respeito do status.